# Ctesiphon
Ctesiphon (Perzisch: تیسفون / Tisphun) of Madain (Arabisch: المدائن) was de hoofdstad van het Perzische Rijk in de tijd van de Parthen (247 v.Chr. – 224 na Chr.) en Sassaniden (224 – 651). De stad ligt in Mesopotamië, nabij Bagdad in het huidige Irak. Tegenwoordig is Taq-i Kisra het enige bouwwerk in Ctesiphon dat nog gedeeltelijk overeind staat.

## Geschiedenis

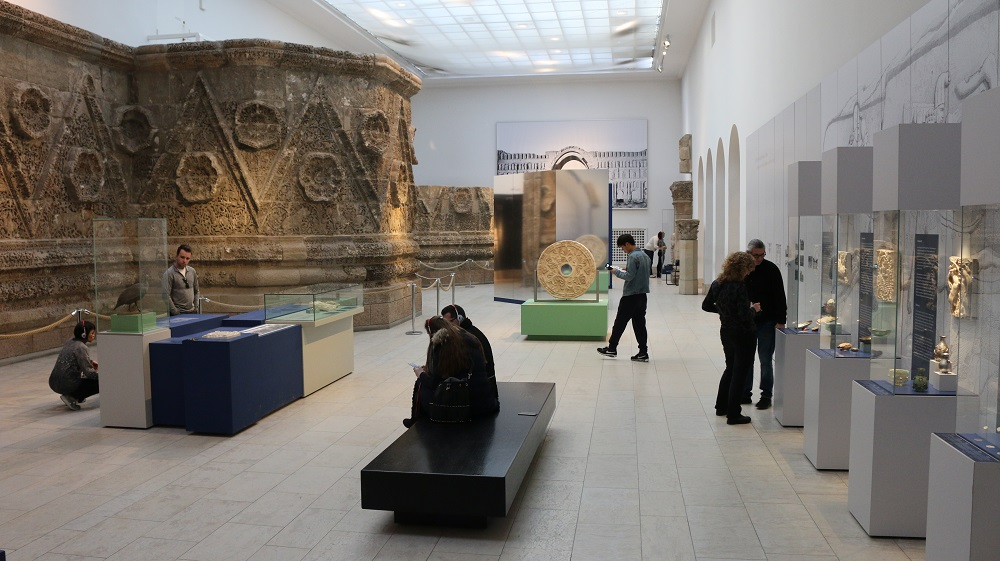
Tentoonstelling "Ctesiphon", Pergamonmuseum, Berlijn, 2017.

Een aantal malen werd de stad door de Romeinen ingenomen, in 116 door Trajanus en in 197 door Septimius Severus.
Gedurende de Sassanidische periode werd Ctesiphon eenmalig ingenomen door keizer Carus in 283. Een aantal historici hebben geargumenteerd dat ook Galerius de stad veroverde aan het einde van diezelfde eeuw. Echter, er zijn geen bronnen die dit expliciet vermelden en vele andere historici zijn het daar niet mee eens.
De koning van Perzië Khusro I bouwde hier een nieuw paleis. In 637 werd de stad veroverd door het Arabische leger van Sa'd ibn Abi Waqqas. De bevolking werd hierbij nagenoeg ongemoeid gelaten, maar de paleizen werden verwoest. Toen in 751 de nieuwe hoofdstad Bagdad gesticht werd, verhuisden de meeste inwoners daarnaartoe waarmee Ctesiphon een spookstad werd. Gedeeltelijk werden de verlaten gebouwen als steengroeve gebruikt om Bagdad en andere steden in de buurt op te bouwen en te onderhouden terwijl de rest tot ruïnes verviel. Van het paleis van Khusro staat nu nog een deel van het grote gewelf van de troonzaal overeind. Dit wordt de Taq-i Kisra, de Boog van Khusro, genoemd.

## April 2005
In april 2005 kwam de stad in het nieuws nadat soennieten zo'n 60 sjiieten gijzelden en hen pas vrij wilden laten nadat alle sjiitische burgers van de stad waren vertrokken. Het Iraakse leger, gesteund door het Amerikaanse leger, viel daarop de stad binnen. In eerste instantie meldde de pers dat geen gijzelaars werden aangetroffen. Enkele dagen later werden weliswaar meer dan vijftig lichamen uit de rivier de Tigris gedregd, maar het blijft onzeker of dit de lijken van de al dan niet ontvoerde personen waren. Ook de groep rond Abu Musab al-Zarqawi ontkende bij de gijzelingsactie betrokken te zijn.